# Met Gala
Met Gala, Институт костюма, а также Met Ball — ежегодное мероприятие по сбору средств в пользу Института костюма Метрополитен-музея в Нью-Йорке. Он знаменует собой открытие Ежегодной выставки моды Института костюма . Каждый год мероприятие празднует тему выставки Института костюма, выставка задает тему для вечернего платья, гости должны выбрать свой образ сами в соответствии с темой выставки.
Основываясь на наследии, оставленном бывшим главным редактором журнала Vogue, Дианой Вриланд, с 1973 года Met Gala стал хорошо известен как роскошное, популярное мероприятие и считается одним из важнейших в светской жизни Нью-Йорка.
Это также одно из самых крупных мероприятий по сбору средств в Нью-Йорке: в 2013 году было собрано 9 миллионов долларов, а в следующем году — рекордные 12 миллионов долларов. Met Gala является одним из самых заметных источников финансирования института, а общий объём взносов, как ожидается, превысит 200 миллионов долларов после мероприятия 2019 года, Анна Винтур вступила в должность председателя Института в 1995 году.

## История

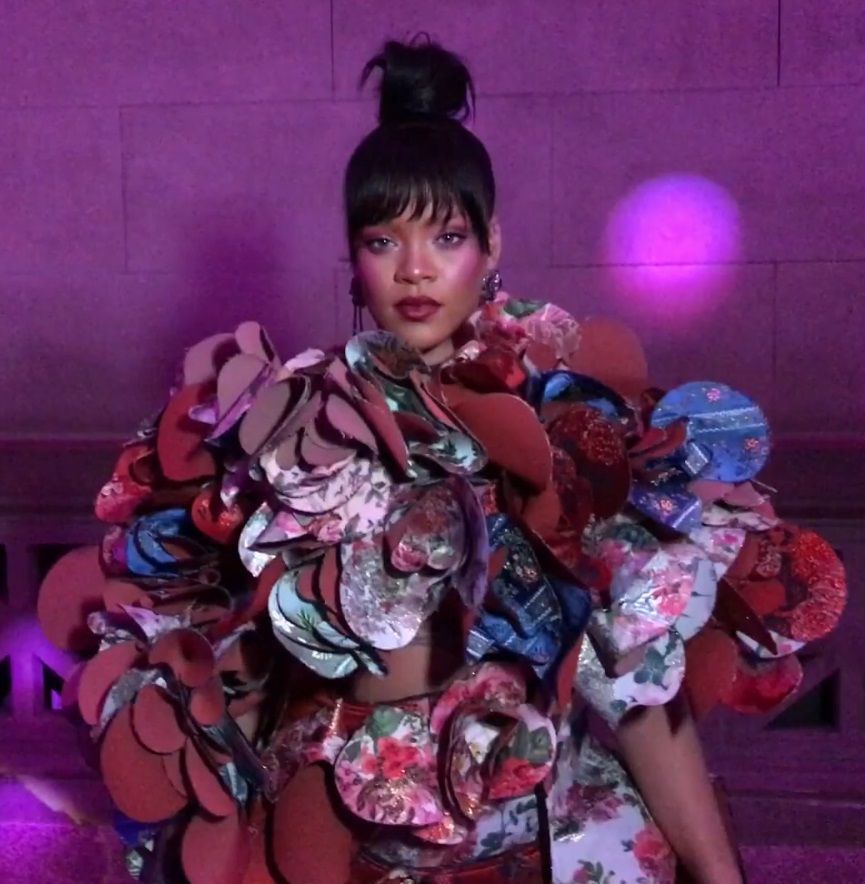
Рианна на Met Gala 2017.

Met Gala был основан в 1948 году модным публицистом, Элинор Ламберт, как способ собрать деньги для недавно основанного Института костюма и отметить открытие его ежегодной выставки. Первое мероприятие представляло собой светский обед, а билет на него стоил пятьдесят долларов. В течение первых нескольких десятилетий своего существования Met Gala был просто одной из многих ежегодных привилегий, проводимых для благотворительных учреждений Нью-Йорка. Соответственно, посетители первых мероприятий были членами нью-йоркского высшего общества или индустрии моды. С 1948 по 1971 год мероприятие проходило в таких местах, как Уолдорф-Астория, Центральный парк и Радужная комната.
Когда Диана Вриланд стала консультантом Института костюма в 1972 году, Met Gala начал превращаться в более гламурное мероприятие, хотя оно все ещё было нацелено на общество. Мероприятие стало ориентироваться на знаменитостей и привлекать таких личностей, как Элизабет Тейлор, Энди Уорхол, Бьянка Джаггер, Дайана Росс, Элтон Джон, Лайза Миннелли и Шер, вперемешку с городской элитой. Именно в годы правления Вриланд Met Gala впервые состоялся в Метрополитен-клубе.

## Детали
Met Gala — крупное благотворительное мероприятие по сбору средств, которое служит празднованием открытия ежегодной модной выставки института. После этого события выставка длится несколько месяцев. Мероприятие, в котором приняли участие деятели искусства, моды, высшего общества, кино и музыки, проводится в Метрополитен-центре с 1948 года и считается главным ежегодным мероприятием индустрии моды на красной ковровой дорожке. Его красные ковровые дорожки широко демонстрируются, рассматриваются и критикуются. Музей закрыт для широкой публики в первый понедельник мая из-за торжественного мероприятия.
Анна Винтур, главный редактор журнала Vogue и председатель Met Gala с 1995 года, курирует как благотворительный комитет, так и список приглашенных, а сотрудники Vogue помогают составлять список приглашенных. В 2014 году билеты стоили 30 000 долларов США для тех, кто не входил в официальный список гостей, после того как цены были подняты на 10 000 долларов, чтобы придать эксклюзивность мероприятию. Ежегодный список гостей ограничен примерно 650 или 700 персонами.

## Темы
Каждый год Met Gala имеет свою тематику и включает в себя время коктейля и официальный ужин. Во время коктейля гости прибывают, идут по красной ковровой дорожке, посещают специальную тематическую выставку года и садятся обедать, наблюдая выступления от выдающихся артистов. Эта тема не только задает тон ежегодной выставке, но и гостям, которые должны одеться в соответствии с темой года, выбрав наряд от ведущих мировых дизайнеров.

## Галерея

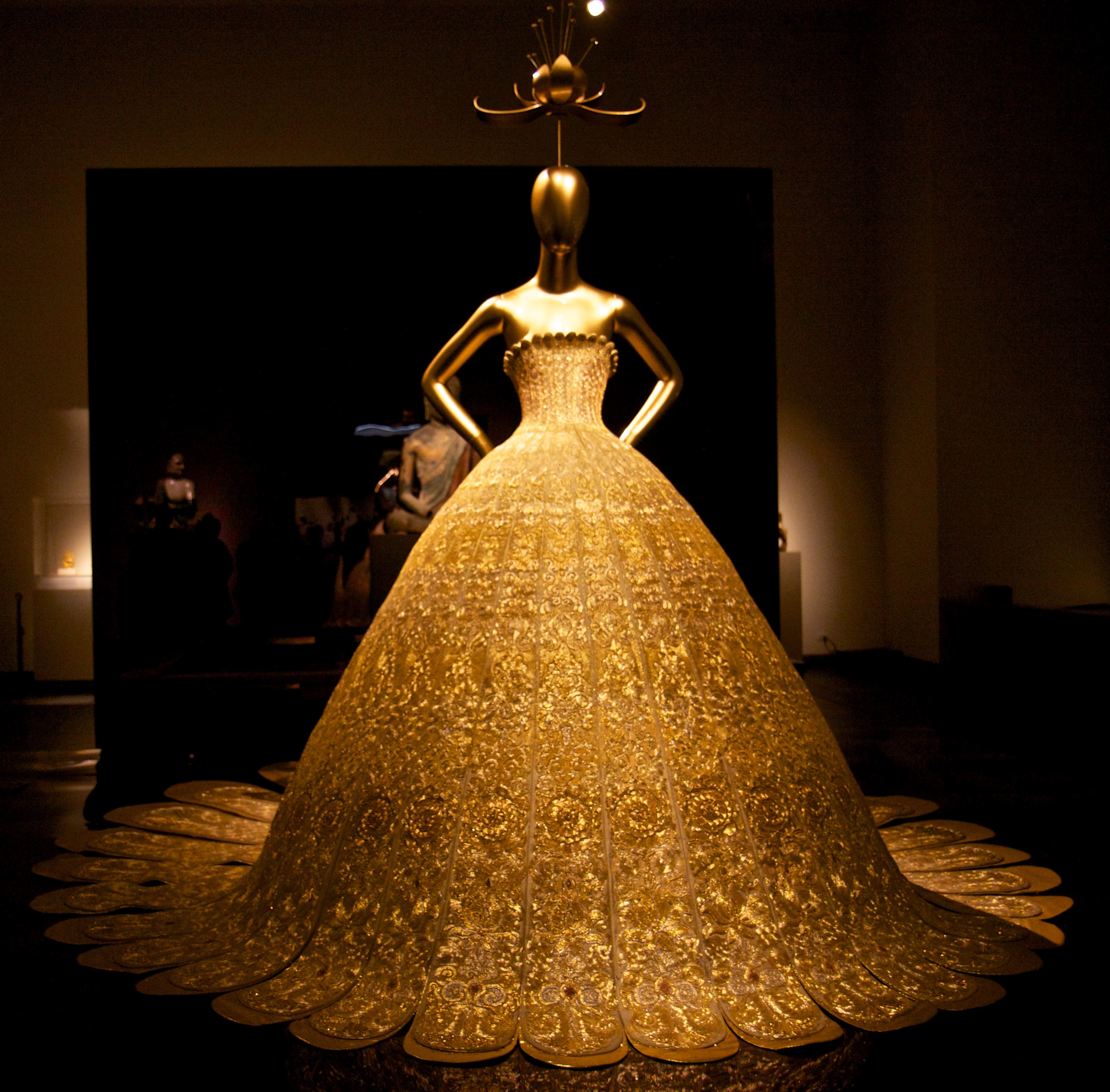
Платье Го Пэй[англ.] на выставке «Китай: Зазеркалье» в 2015 году
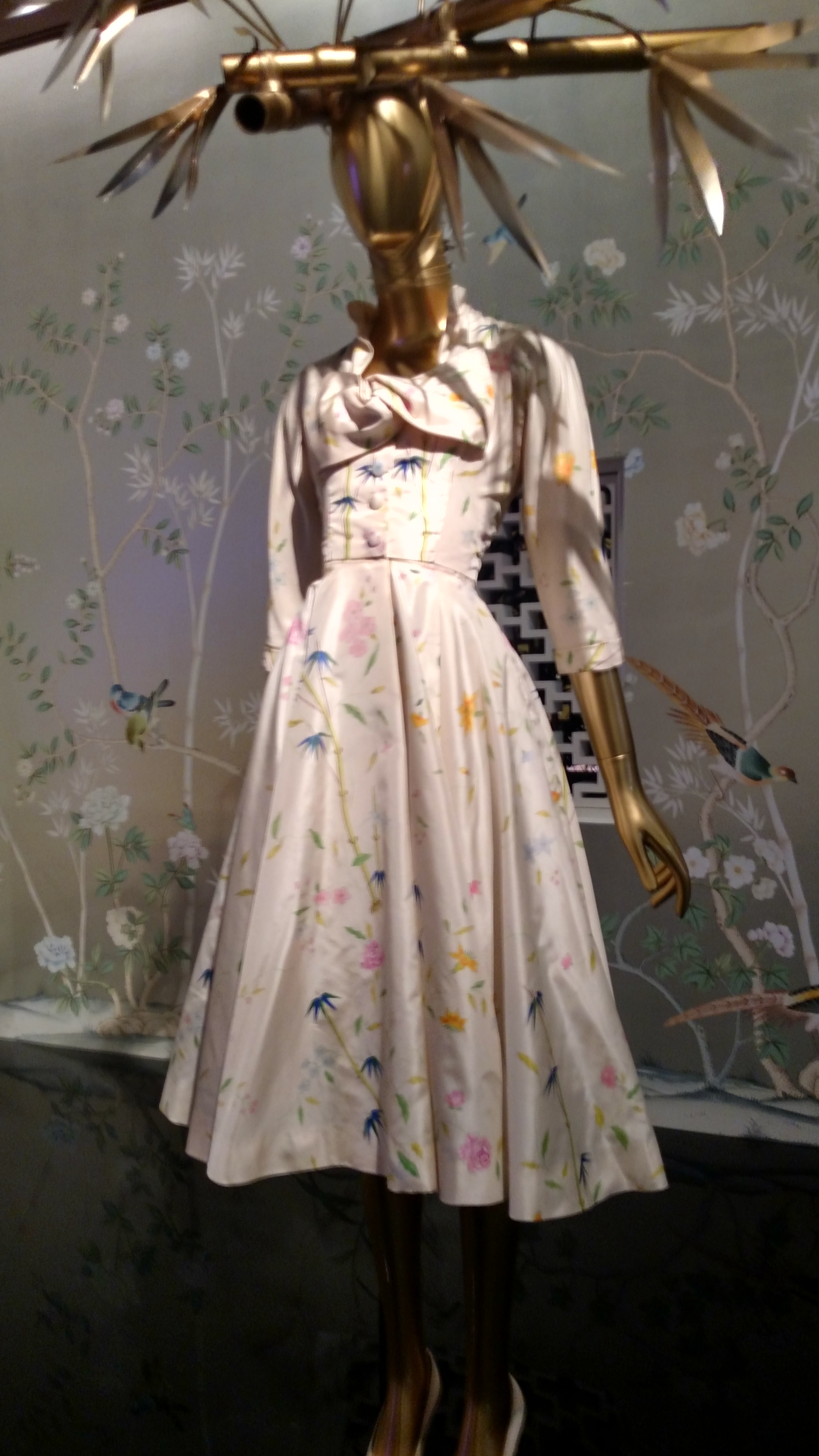
Платье Balenciaga с китайским цветочным орнаментом
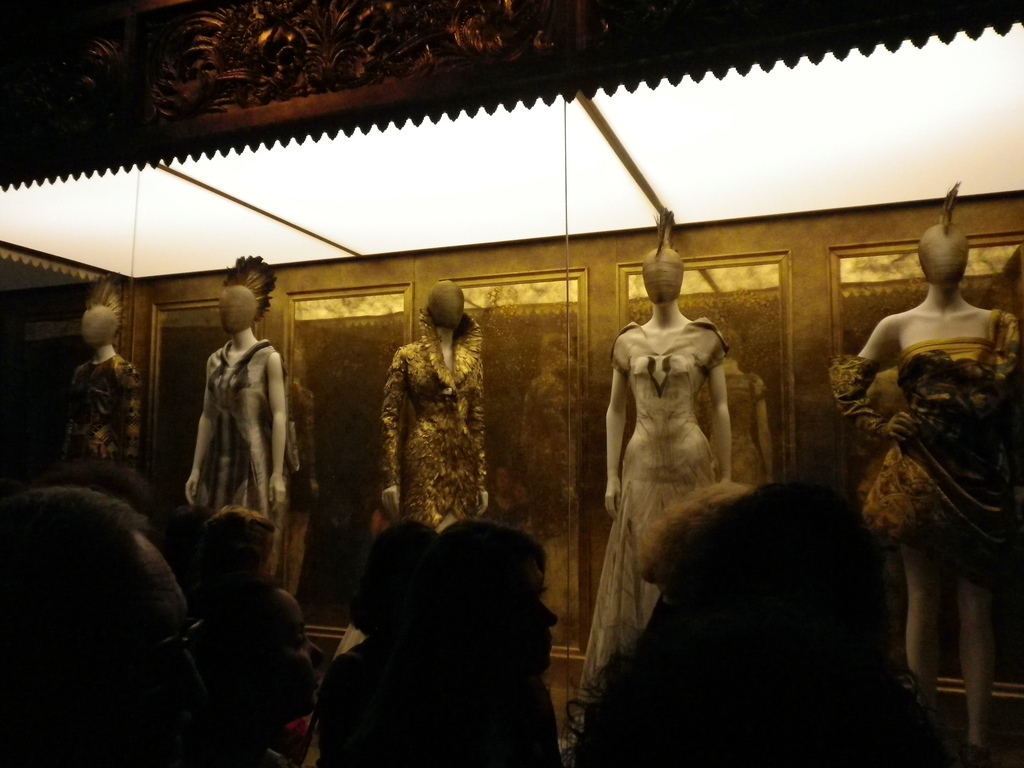
Выставка «Дикая красота»

## Список мероприятий
| Дата                                   | Тема                                                         | Сопредседатели                                                                                                 | Почетные председатели                             | Спонсор                                             | Приглашенные артисты     |
| -------------------------------------- | ------------------------------------------------------------ | --- | ------------------------------------------------- | --------------------------------------------------- | ------------------------ |
| 21 марта, 1973                         | Мир Balenciaga                                               | Нет | Нет                                               | Правительство Испании                               | N/A                      |
| 12 декабря, 1973                       | Создание одежды: 1909—1939                                   | Phyllis Ellsworth Dillon                                                                                       | Нет                                               |                                                     | N/A                      |
| 20 ноября, 1974                        | Романтичный и гламурный Голливуд                             | Джейн Ингелхард                                                                                                | None                                              |                                                     | N/A                      |
| 10 декабря, 1975                       | Стиль американки                                             | Джейн Ингелхард                                                                                                | Нет                                               | SCM Corporation                                     | N/A                      |
| 6 декабря, 1976                        | Слава русского костюма                                       | Жаклин Кеннеди                                                                                                 | Нет                                               | SCM Corporation                                     | N/A                      |
| 12 декабря, 1977                       | Сокровищница Vanity Fair                                     | Жаклин Кеннеди                                                                                                 | Нет                                               |                                                     | N/A                      |
| 20 ноября, 1978                        | Дягилев: костюмы и эскизы русского балета                    | Pat Buckley | Нет                                               |                                                     | N/A                      |
| 3 декабря, 1979                        | Мода эпохи Габсбургов: Австро-Венгрия                        | Пэт Бакли | Нет                                               |                                                     | N/A                      |
| 9 декабря, 1980                        | Маньчжурский Дракон: костюмы Китая, династия Цин             | Пэт Бакли | Нет                                               |                                                     | N/A                      |
| 7 декабря, 1981                        | Женщина XVIII века                                           | Пэт Бакли | Нет                                               | Мерл Норман                                         | N/A                      |
| 6 декабря, 1982                        | Прекрасная эпоха                                             | Пэт Бакли | Нет                                               | Пьер Карден                                         | N/A                      |
| 5 декабря, 1983                        | Ив Сен-Лоран: 25 лет разработки                              | Пэт Бакли | Нет                                               | Met Museum, Council of Fashion Designers of America | N/A                      |
| 3 декабря, 1984                        | Человек и лошадь                                             | Пэт Бакли | Нет                                               | Ральф Лорен                                         | N/A                      |
| 9 декабря, 1985                        | Костюмы королевской Индии                                    | Пэт Бакли | Нет                                               | Ratti, Christian Humann Foundation                  | N/A                      |
| 8 декабря, 1986                        | Танец                                                        | Пэт Бакли | Нет                                               | Shiseido                                            | N/A                      |
| 7 декабря, 1987                        | Празднование пятидесяти лет института костюма                | Пэт Бакли | Нет                                               |                                                     | N/A                      |
| 5 декабря, 1988                        | От королевы к императрице: викторианское платье 1837—1877    | Пэт Бакли | Нет                                               |                                                     | N/A                      |
| 4 декабря, 1989                        | Эпоха Наполеона: костюм от революции к империи, 1789—1815    | Пэт Бакли | Нет                                               | Wolfgang K. Flottl                                  | N/A                      |
| 3 декабря, 1990                        | Театр моды — модные куклы: выживание высокой моды            | Пэт Бакли | Нет                                               |                                                     | N/A                      |
| 9 декабря, 1991                        | Никакой темы, никакой выставки костюмов не проводилось       | Пэт Бакли | Нет                                               |                                                     | N/A                      |
| 7 декабря, 1992                        | Мода и история: диалог                                       | Пэт Бакли | Нет                                               |                                                     | N/A                      |
| 6 декабря, 1993                        | Диана Вриланд: неумеренный стиль                             | Пэт Бакли | Нет                                               |                                                     | N/A                      |
| 5 декабря, 1994                        | Ориентализм: видение Востока в западной одежде               | Пэт Бакли, Оскар де ла Рента, Билл Бласс                                                                       | Нет                                               |                                                     | N/A                      |
| 4 декабря, 1995                        | Высокая мода                                                 | Анна Винтур, Аннет де ла Рента, Кларисса Бронфман                                                              | Карл Лагерфельд, Джанни Версаче                   |                                                     | N/A                      |
| 9 декабря, 1996                        | Кристиан Диор                                                | Лиз Тилберис, Мари-Шанталь (кронпринцесса Греции)                                                              | Нет                                               |                                                     | N/A                      |
| 8 декабря, 1997                        | Джанни Версаче                                               | Анна Винтур, Джулия Кох, Патрик Маккарти                                                                       | Нет                                               | Дэвид Кох, VH1, Fairchild Fashion Media             | Стинг                    |
| 7 декабря, 1998                        | Кубизм и мода                                                | Анна Винтур, Миучча Прада, Паула Касси                                                                         | Нет                                               | Прада                                               | N/A                      |
| 6 декабря, 1999                        | Рок-стиль                                                    | Анна Винтур, Томми Хилфигер                                                                                    | Нет                                               | Томми Хилфигер                                      | N/A                      |
| 23 апреля 2001                         | Жаклин Кеннеди: Годы в Белом доме                            | Anna Wintour, Christina and Lindsay Owen-Jones, Annette and Oscar de la Renta, Carolina Herrera                | Caroline Kennedy and Edwin A. Schlossberg         | L'Oréal                                             | N/A                      |
| 28 апреля 2003                         | Богиня: классический режим                                   | Anna Wintour, Tom Ford, Nicole Kidman                                                                          | None                                              | Gucci                                               | N/A                      |
| 26 апреля 2004                         | Опасные связи: мода и мебель в XVIII веке                    | None | Jacob Rothschild, Jayne Wrightsman                |                                                     | N/A                      |
| 2 мая 2005                             | Модный дом Chanel                                            | Anna Wintour, Карл Лагерфельд, Николь Кидман                                                                   | Caroline, Princess of Hanover                     | Chanel                                              | N/A                      |
| 1 мая 2006                             | Англомания: традиция и трансгрессия в британской моде        | Anna Wintour, Christopher Bailey, Sienna Miller                                                                | Rose Marie Bravo, The Duke of Devonshire          | Burberry                                            | N/A                      |
| 7 мая 2007                             | Poiret: Король моды                                          | Anna Wintour, Cate Blanchett, Nicolas Ghesquière                                                               | François-Henri Pinault                            | Balenciaga                                          | N/A                      |
| 5 мая 2008                             | Супергерои: мода и фэнтези                                   | Anna Wintour, George Clooney, Julia Roberts                                                                    | Giorgio Armani                                    | Giorgio Armani                                      | N/A                      |
| 4 мая 2009                             | Модель как муза: воплощение моды                             | Anna Wintour, Kate Moss, Justin Timberlake                                                                     | Marc Jacobs                                       | Marc Jacobs                                         | N/A                      |
| 3 мая 2010                             | Американская женщина: формирование национальной идентичности | Anna Wintour, Oprah Winfrey, Patrick Robinson                                                                  | None                                              | Gap                                                 | Lady Gaga                |
| 2 мая 2011                             | Александр Маккуин: Дикая красота                             | Anna Wintour, Colin Firth, Stella McCartney                                                                    | François-Henri Pinault and Salma Hayek            | Alexander McQueen                                   | Florence and the Machine |
| 7 мая 2012                             | Schiaparelli и Prada: Невозможный диалог                     | Anna Wintour, Carey Mulligan, Miuccia Prada                                                                    | Jeff Bezos                                        | Amazon                                              | Bruno Mars               |
| 6 мая 2013                             | Панк: От хаоса к моде                                        | Anna Wintour, Rooney Mara, Lauren Santo Domingo, Riccardo Tisci                                                | Beyoncé                                           | Moda Operandi                                       | Kanye West               |
| 5 мая 2014                             | Charles James: Вне моды                                      | Aerin Lauder, Anna Wintour, Bradley Cooper, Oscar de la Renta, Sarah Jessica Parker, Lizzie and Jonathan Tisch | None                                              | AERIN                                               | Frank Ocean              |
| 4 мая 2015                             | Китай: Зазеркалье                                            | Anna Wintour, Jennifer Lawrence, Gong Li, Marissa Mayer, Wendi Murdoch                                         | Silas Chou                                        | Yahoo                                               | Rihanna                  |
| 2 мая 2016                             | Manus x Machina: мода в век технологий                       | Anna Wintour, Taylor Swift, Idris Elba, Jonathan Ive                                                           | Nicolas Ghesquière, Karl Lagerfeld, Miuccia Prada | Apple                                               | The Weeknd               |
| 1 мая 2017                             | Rei Kawakubo/Comme des Garçons Art of the In-Between         | Anna Wintour, Gisele Bündchen and Tom Brady, Katy Perry, Pharrell Williams                                     | Rei Kawakubo                                      | Apple, Condé Nast, Farfetch, H&M, Maison Valentino  | Katy Perry               |
| 7 мая 2018                             | Небесные тела: Мода и католическое воображение               | Anna Wintour, Amal Clooney, Rihanna, Donatella Versace                                                         | Christine and Stephen A. Schwarzman               | Christine and Stephen A. Schwarzman, Versace        | Madonna                  |
| 6 мая 2019                             | Кэмп: записки о моде                                         | Анна Винтур, Lady Gaga, Harry Styles, Serena Williams, Alessandro Michele                                      | Нет                                               | Гуччи                                               | Шер                      |
| Запланировано на 4 мая 2020 (отменено) | О времени: мода и продолжительность                          | Анна Винтур, Мерил Стрип, Эмма Стоун, Лин-Мануэль Миранда, Николя Жескьер                                      | None                                              | Louis Vuitton                                       | TBA                      |
| 13 сентября 2021                       | В Америке: лексикон моды                                     | Тимоти Шаламе, Билли Айлиш, Аманда Горман, Наоми Осака                                                         | Tom Ford, Adam Mosseri, Anna Wintour              | Instagram                                           | TBA                      |
| 2 мая 2022                             | Позолоченный гламур                                          | Том Форд, Анна Винтур и глава инстаграма Adam Mosseri.                                                         |                                                   |                                                     |                          |
| 1 мая 2023                             | Карл Лагерфельд: линия красоты                               | Пенелопа Крус, Микаэла Коэльо, Роджер Федерер, Дуа Липа и главный редактор Vogue Анна Винтур.                  |                                                   |                                                     |                          |
| 6 мая 2024                             | Garden of Time («Сад времени»)                               | Зендея, Дженнифер Лопес, Крис Хемсворт и Бэд Банни.                                                            |                                                   |                                                     |                          |
| 5 мая 2025                             | Tailored for You                                             | Колман Доминго, Льюис Хэмилтон, ASAP Rocky, Фаррелл Уильямс, Леброн Джеймс, Анна Винтур.                       |                                                   |                                                     |                          |

## Разногласия
Модели Наоми Кэмпбелл и Стефани Сеймур отказались от участия в гала-концерте 2009 года в последнюю минуту, в знак поддержки дизайнера Аззедина Алайи. После того, как он узнал, что ни одна из его работ не была включена в выставку Института костюма, Алайя попросил моделей не надевать платья, которые он разработал для них, и они решили вообще не присутствовать. Алайя был хорошо известен своими близкими отношениями с моделями, поэтому его исключение из выставки Model as Muse было воспринято как оскорбление. Он критиковал Винтур (с которой у него была давняя вражда) за то, что она имела слишком большую власть над этим музеем.
Когда Met Gala объявил необходимости фрака в 2014 году, ряд средств массовой информации указали на сложность и дороговизну получения традиционного фрака даже для знаменитостей.
В 2016 году Мадонна, поддерживая тему Manus x Machina: Fashion in an Age of Technology, представила один из самых противоречивых нарядов в истории Met Gala. Она появилась в ансамбле, разработанном креативным директором Givenchy, Риккардо Тиши, который обнажал её грудь и ягодицы. Мадонна ответила в своих социальных сетях, заявив:
Мы боролись и продолжаем бороться за гражданские права и права геев по всему миру. Но когда речь заходит о правах женщин, мы все еще находимся в темных веках. Мое платье на балу в Метрополитен-клубе было не только модным, но и являлось политическим заявлением.
Met Gala 2018 года был посвящен Римско-католической тематике и представлял певицу Рианну в папской Митре. Критики в социальных сетях называли наряд богохульным и кощунственным косплеем, хотя католическая церковь одолжила более сорока папских облачений из Ватикана, и кардинал Тимоти Долан присутствовал на нем.
Начиная с 2018 года, Винтур объявила, что гости не могут быть допущены на мероприятие до достижения 18-летнего возраста.